# Титаренко, Алексей Викторович
Алексе́й Ви́кторович Титаре́нко (род. 1962) — российский фотохудожник.

## Биография
Родился 25 ноября 1962 года в Ленинграде. Учился во французской средней школе № 4 имени Жак-Ива Кусто на Васильевском острове. С детства увлекался фотоискусством. В 15-летнем возрасте стал самым юным членом ленинградского фотоклуба «Зеркало». Окончил факультет фотокорреспондентов Университета общественных профессий, а затем поступил в Ленинградский государственный институт культуры имени Н. К. Крупской. Специализировался на кафедре кино- и фотоискусства. В 1983 году окончил с отличием курс института, сняв несколько коротких фильмов и фотосерию, посвящённую оркестру Ленинградской филармонии, её дирижёрам Евгению Мравинскому и Марису Янсонсу; одна из дипломных работ была посвящена французской фотографии XIX века.
Коллажи и фотомонтажи, созданные А. Титаренко в конце 1970-х и в 1980-х годах под влиянием русского авангарда, произведений Казимира Малевича, Александра Родченко и в особенности художественново течения ДАДА (начало XX века) не экспонировались публично из за строгой цензуры. Только во время перестройки в 1988 году в Ленинграде под названием «Номенклатура знаков» впервые была выставлена серия его коллажей и фотомонтажей, созданных при помощи наложения нескольких негативов. Она являла собой своего рода комментарий к суровой общественной реальности того времени и в 1989 году стала составной частью выставки советских художников «Фотостройка», проведённой в США. В 27 лет стал одним из основателей и активным участником известной арт-группы «Лиговка».
Во время и после распада Советского Союза в 1991 году А. Титаренко создал несколько фотосерий, посвящённых жизни людей в этот непростой период и тем страданиям, которые им пришлось перенести тогда и в целом на протяжении XX века. Чтобы проиллюстрировать связь настоящего с прошлым, автор прибегaeт к таким метафорическим приёмам, как длинная (иногда несколько минут) выдержка и намеренное движение камеры во время съёмки, вводя эти приёмы в уличную фотографию и расширяя таким образом её изобразительные возможности. А. Титаренко использует широкоформатный аналоговый фотоаппарат и собственноручно проявляет плёнки. Все работы выполнены на бромосеребряной баритовой фотобумаге. Oн вручную работает над своими отпечатками, используя частичное отбеливание и тонирование, а также такой приём, ставший известным благодаря французским фотохудожникам Ман Рэю и Морису Табару, как соляризация, благодаря чему фотографии приобретают свои неординарные свойства. Тем самым автор словно создаёт другое измерение — приостановленного времени, в котором призрачные тени колеблются и рассеиваются в пространстве.
Одной из наиболее известной серий снимков Алексея Титаренко является «Город теней» (1992—1994), в которой городские ландшафты напоминают сцену на Потёмкинской лестнице в фильме Сергея Эйзенштейна «Броненосец „Потёмкин“». Вдохновлённый музыкой Шостаковича и романами Достоевского, автор переложил видение Достоевским русской души в свои иногда поэтичные, иногда драматичные фотоизображения Петербурга.
Другими циклами фоторабот А. Титаренко стали «Чёрная и белая магия Санкт-Петербурга» (1995—1997), «Застывшее время» (1998—2000). Они были представлены в разных странах мира, в том числе на Международном фестивале фотографии в Арле (2002, Музей изобразительных искусств Réattu Museum), в рамках Международной Биеннале фотографии FotoFest в Хьюстоне (2004, 2012). Большая доля работ фотографа Титаренко посвящена Петербургу. Кроме них, известны серии фоторабот, посвящённых Венеции (2001—2014) и Гаване (2003, 2006).
А. Титаренко участвовал во многих международных фестивалях, биеннале и проектах и имел более 80 персональных выставок в известных международных институциях и галереях. Его работы входят в собрание Государственного Русского музея (Санкт-Петербург) а также в собрания более чем 20 музеев США и Европы. Его фотографии стремятся приобрести не только частные коллекционеры, но и престижные музеи, такие как: Художественный музей Филадельфии; музеи изящных искусств Хьюстона, Бостона и Колумбуса; Музей Джорджа Истмана, Рочестер; Музей фотоискусства в Сан-Диего; Santa Barbara Museum of Art, Санта-Барбара; Davis Museum, Wellesley; Chrysler Museum of Art, Норфолк; European House of Photography, Париж; Musée de l’Elysée, Лозанна; J. Paul Getty Museum of Arts, Лос-Анджелес.
С 1997 года А. В. Титаренко является членом Союза художников России. С 2008 года проживает в Нью-Йорке, активно сотрудничая со многими галереями и музеями в России, США, Франции и других странах.